# یکپارچگی علم

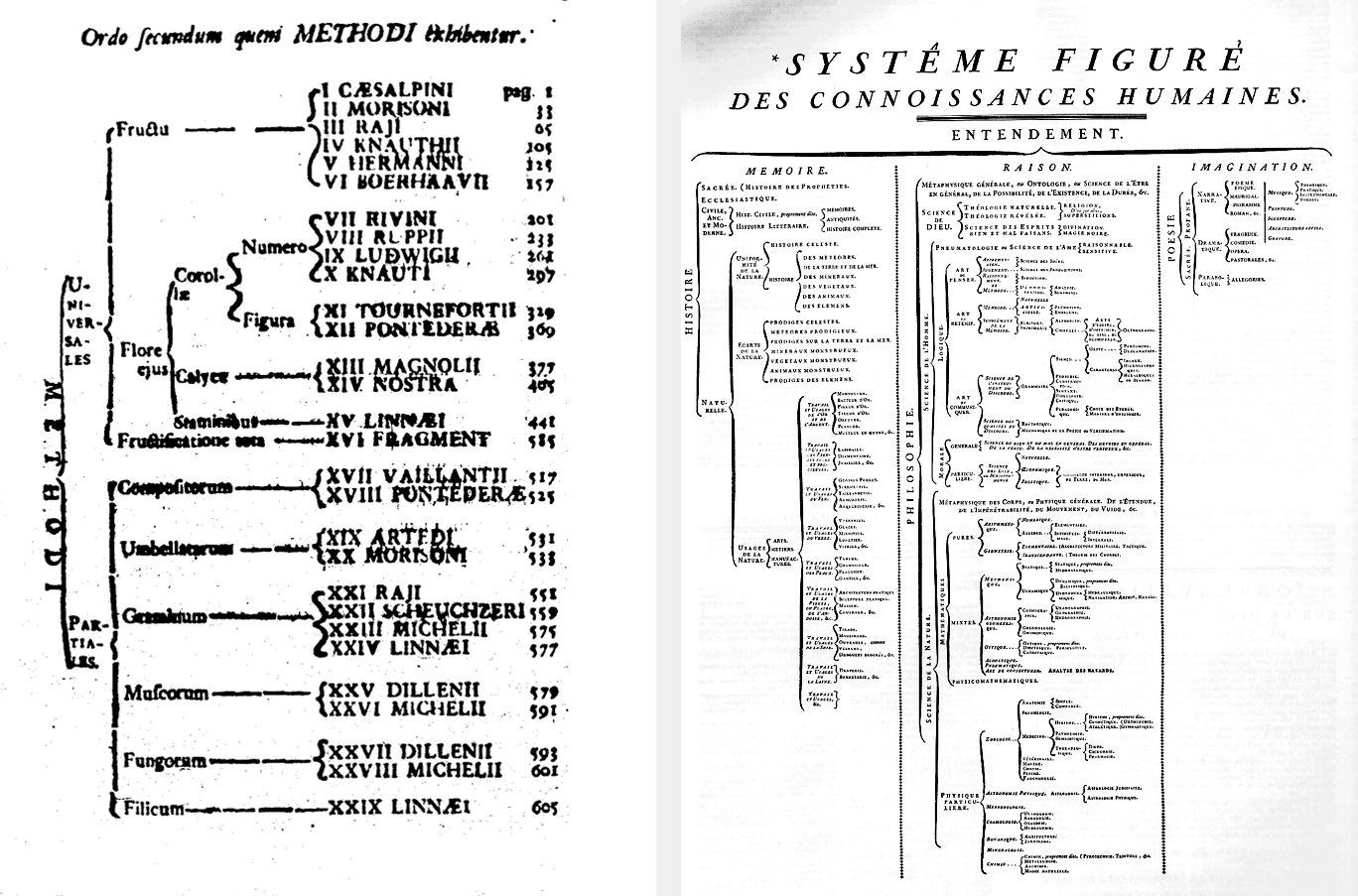
توضیحی اجمالی از وحدت علم

یکپارچگی علم، وحدت علم یا یکپارچگی دانش، یک تز در فلسفه علم است که می‌گوید همه علوم یک کل واحد را تشکیل می‌دهند.

## بررسی اجمالی
تز وحدت علم توسط لودویگ فون برتالانفی در «نظریه سیستم عمومی: رویکردی جدید به وحدت علم» (۱۹۵۱) و توسط پل اوپنهایم و هیلاری پاتنم در «وحدت علم به عنوان یک فرضیه کاری» (۱۹۵۸) ارائه شد. جری فودور در «علوم خاص (یا: گسست علم به عنوان یک فرضیه کاری)» (۱۹۷۴)، پل فایرابند در «برخلاف روش» (۱۹۷۵) و آثار بعدی، و جان دوپره در «تفرق علم» (۱۹۸۳) و بی نظمی اشیا: مبانی متافیزیکی گسست علم (۱۹۹۳) با این تز مخالفت کرده‌اند.
همچنین پیشنهاد شده است (به عنوان مثال، در کار پژوهشی ژان پیاژه در سال ۱۹۱۸) که وحدت علم را می‌توان بر حسب دایره‌ای از علوم در نظر گرفت، جایی که منطق پایه ریاضیات است، و ریاضیات پایه و اساس مکانیک و فیزیک است و فیزیک پایه شیمی است که شیمی نیز پایه زیست‌شناسی است و آن پایه جامعه‌شناسی و علوم اخلاقی و روان‌شناسی و نظریه معرفت است و نظریه دانش مبتنی بر منطق است.